# Trädkramare

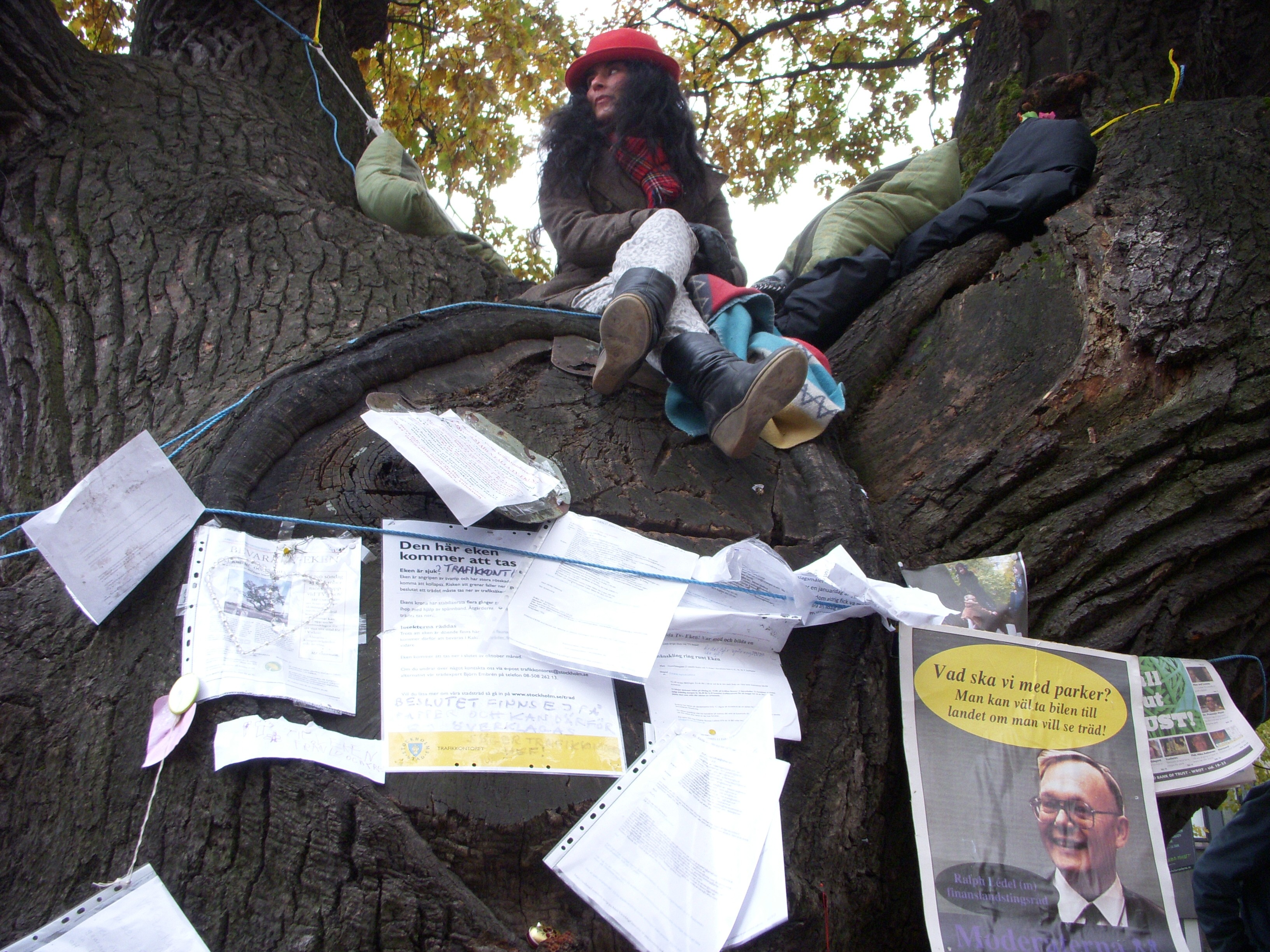
Trädkramare protesterar mot nedsågningen av den så kallade TV-eken i Stockholm, 24 oktober 2011

Trädkramare är ett begrepp inom icke-våldsrörelse som först dök upp i norra Indien, den så kallade Chipko-rörelsen. Storbolagens skogsavverkningar på Himalayas sydsluttningar gjorde att böndernas jordar eroderade. Bybor förhindrade avverkningarna genom att hålla om de hotade träden.

## Sverige
Till Sverige kom begreppet på 1980-talet i samband med motståndet mot motorvägsbygget på E6 i Bohuslän. Demonstranterna kallade sig själva trädkramare, inspirerade av rörelsen i Indien. Cirka 420 demonstranter blev dömda vid Stenungsunds tingsrätt för ohörsamhet mot ordningsmakten. Händelsen är på så sätt den största aktionen av civil olydnad i modern svensk historia.

### Bakgrund kring motorvägsbygget
1984 lades Uddevallavarvet ned. Varvet var regionens största industriarbetsplats. I januari 1985 presenterade regeringen det så kallade Uddevalla-paketet som bland annat innehöll löfte om Volvo-fabrik och motorväg Stora Höga–Uddevalla, cirka 4 mil. Två motståndsrörelser växte fram. Föreningen "Rädda Bohuslän" vände sig inte i princip mot motorvägsbyggen men reagerade mot att vägen skulle dras rakt genom Bohuslänska samhällen, i det aktuella fallet handlade det om Ljungskile. Man förordade i stället sträckningar som gick genom mer obebyggda områden.
Den andra gruppen kallade sig "Motlänken". Det var en paraplyorganisation för föreningar som vände sig mot motorvägsbygget över huvud taget. Medlemmar var miljöorganisationer, hembygdsföreningar, fackklubbar etc. Argumenten var:
- Det demokratiska – beslutet är demokratiskt bristfälligt och ett led i Scandinavian Link, en beställning av lobby-organisationen European Round Table of Industrialists där Volvo-chefen var ordförande.
- Miljön – vägtrafikens miljöutsläpp förvärras genom motorvägen.
- Ekonomin – vägbygget innebär en samhällsekonomisk förlust.

De två aktionsgrupperna anordnade demonstrationer, uppvaktade såväl lokala politiker som regeringsledamöter, gav ut tidningar och flygblad, ordnade utställningar, anordnade offentliga möten och skrev tidningsartiklar. När Vägverkets arbetsplan var klar överklagades den till regeringen, som efter några månader hösten 1987 avslog samtliga överklaganden.
Den 6 oktober 1987 samlades några hundra demonstranter vid Ödsmåls bygdehus. Man vandrade upp i skogen och ockuperade ett skogsparti där avverkningen börjat. Det här var trädkramarnas första aktion. Den varade en vecka innan polisen kom och bar bort demonstranterna, av vilka de flesta satt uppe i träden. Under det kommande året följde ett 20-tal aktioner. En del varade en hel vecka, andra en eller en halv dag. Cirka 420 personer blev sedan dömda vid Stenungsunds tingsrätt för ohörsamhet mot ordningsmakten.

### Trädkramare i Mölnlycke
I slutet av 1980-talet skulle den s.k. Säterileden byggas, en väg som skulle förkorta restiden mellan Riksväg 40 vid Mölnlyckeavfarten och Råda Stock i Mölnlycke. Ytterligare ett argument för Säterileden var allt tyngre och kraftigare bil- och lastbilstrafik genom centrala Mölnlycke.
Vägen skulle dras på ängarna mellan Rådasjön och området väster om Mölnlycke samhälle. I stort sett berördes bara åkermark, men vid den norra delen finns det ett område med många hundra år gamla träd, främst ekar. En grupp människor, främst boende vid Råda Portar och Råda säteri i närheten, protesterade mot avverkningarna, bl.a. genom att klättra upp i träden eller kedja fast sig vid dem. Protesterna hjälpte inte, och vägen byggdes ändå.
Länk till karta över var Säterileden går

### Deltavägen, Timrå
Aktionsgruppen Rädda Deltat genomförde 1988 ett antal aktioner, bland annat en månadslång blockad genom trädkramning, mot bygget av deltavägen. Deltavägen var en ny sträckning av E4 mellan Sundsvall och Härnösand genom Indalsälvens delta i Timrå.